# Stacey Plaskett
Pour les articles homonymes, voir Plaskett.
Stacey Plaskett , née le 13 mai 1966 à New York, est une avocate et femme politique américaine. Membre du Parti démocrate, elle est élue déléguée du territoire américain des Îles Vierges des États-Unis à la Chambre des représentants des États-Unis.
Plaskett est avocate de métier et a pratiqué le droit à New York, à Washington et dans les îles Vierges américaines. Elle est connue pour sa compréhension du développement économique des Caraïbes et des partenariats public-privé pour la croissance économique des régions en développement. Elle est une militante active des communautés des îles Vierges.